# Pressendruck
Pressendrucke sind im traditionellen Hochdruckverfahren manuell meist in Kleinserie hergestellte Bücher von hoher Qualität. Sie sind auf mechanischen Handpressen (Kniehebelpressen, Andruckpressen) gedruckt, in seltenen Fällen auch im Hand-Abreibeverfahren. 
Für die Typographie wird überwiegend Bleisatz eingesetzt, gelegentlich auch Holzlettern. Diese werden vor allem bei großen Schriftgraden eingesetzt, bei denen der Bleisatz zu schwer werden würde. Wenn Pressendrucke Abbildungen enthalten, sind diese vorwiegend in originalgraphischen Techniken gedruckt: Hochdruck (z. B. Holzschnitt), Tiefdruck (z. B. Radierung) und Flachdruck (z. B. Lithographie). Die Papiere sind oft hochwertig, auch handgeschöpft oder weisen andere besondere Eigenschaften auf. Pressendrucke sind oft handwerklich in kleinen Handbuchbindereien anspruchsvoll gebunden. Die kleinen Auflagen sind häufig vom Autor oder Künstler signiert. Oft existieren zusätzlich besonders ausgestattete, teurere Vorzugsausgaben, zum Beispiel mit aufwendigerem Einband, edlerem Papier, zusätzlichen Grafiken oder zusammen in einem Schuber. 
Pressendrucke werden als Sammelobjekte vertrieben und nur selten in Buchhandlungen angeboten. Wichtiges Vermarktungsmittel ist im deutschsprachigen Raum die Mainzer Minipressen-Messe.

## Verlage, Verleger und Reihen
- Berliner Handpresse

- Bremer Presse
- Corvinus Presse
- Cranach-Presse
- Doves Press
- Dronte-Presse
- Dürer-Presse
- Edition Spätdruck
- Edition Tiessen
- Einhorn Presse
- Eremitenpresse
- Ernst-Ludwig-Presse
- Fischbachpresse
- Grillen-Presse
- Hundertdruck
- Janus-Presse
- Kabinettpresse Berlin
- Kelmscott Press
- Kleukens-Presse
- Presse Oda Weitbrecht
- Officina Bodoni
- Officina Serpentis
- Otto-Rohse-Presse
- Pan-Presse
- Raamin-Presse
- Rabenpresse
- Ratio-Presse
- Rupprecht-Presse
- Sisyphos-Presse, Faber & Faber
- Solomon-Presse[1]
- Trajanus-Presse
- Eric van der Wal